# Happy End (film, 2003)
Pour les articles homonymes, voir Happy end (homonymie).
Pour plus de détails, voir Fiche technique et Distribution.
Happy End (Nowhere to Go But Up) est un film franco-germano-américain réalisé par Amos Kollek, sorti en 2003.

## Fiche technique
- Titre original : Nowhere to Go But Up
- Titre français : Happy End
- Réalisation : Amos Kollek
- Scénario : Amos Kollek
- Photographie : Ken Kelsch (en)
- Montage : Luc Barnier et Jeff Harkavy
- Société(s) de production : FRP, Forensic Films et Studiocanal
- Pays d'origine :  États-Unis,  France et  Allemagne
- Format : couleurs - 1,85:1 - Dolby
- Genre : comédie dramatique
- Durée : 86 minutes
  - France : 24 décembre 2003
  - Corée du Sud : 14 février 2004
  - Italie : 7 mai 2004
  - Israël : 12 mai 2005

## Distribution
- Audrey Tautou : Val Chipzik
- Justin Theroux : Jack
- Jennifer Tilly : Edna
- Laila Robins : Irene
- Jim Parsons : l'assistant de casting